# Казучо (Беневенто)
Казучо је насеље у Италији у округу Беневенто, региону Кампанија.
Према процени из 2011. у насељу је живело 51 становника. Насеље се налази на надморској висини од 401 м.